# Aeroportul Candala
Aeroportul Candala (IATA: CXN, ICAO: HCMC) este un aeroport din Bari⁠(d), Somalia ce deservește zona Qandala.
Situat la o altitudine de 3 m, aeroportul dispune de o singură pistă.